# Gare de Saint-Jean-sur-Richelieu (Canadien Pacifique)
La gare de Saint-Jean-sur-Richelieu est une ancienne gare ferroviaire canadienne, située à Saint-Jean-sur-Richelieu au Québec. 
Elle est ouverte en 1887 par le Canadien Pacifique (CP). Son bâtiment est inscrit « gare ferroviaire patrimoniale » en 1995.

## Histoire
La gare de Saint-Jean-sur-Richelieu fut construite en 1887 sur une ligne de chemin de fer secondaire d’origine du Canadien Pacifique (CP). Établie entre Montréal et la côte de l’Atlantique, cette ligne faisait alors partie du projet de relier un océan à l'autre par chemin de fer. Elle disposait de l'un des premiers bâtiments ferroviaires de la compagnie CP à être construit en briques et dépourvu de locaux d’habitation. Il fut construit sur le terrain de l'ancien asile pour aliénés mentaux de la ville.
Le bâtiment fut agrandi, en 1906, puis en 1950, doublant ainsi sa superficie d’origine. Il servit de modèle type pour le bâtiment construit dans de nombreuses autres gares au cours des décennies qui suivent. C'était surtout le principe général qui fut retenu : son volume et de sa conception de base.

## Patrimoine ferroviaire
Cet édifice est construit sur un plan rectangulaire de plain-pied. Il est couvert par « un toit en croupe légèrement en retrait au rebord évasé et d'un autre toit en croupe dont la pente est semblable recouvrant les deux rallonges à l'est de la structure ». Subsistent des vestiges caractéristiques d'usage courant dans les gares ferroviaires au cours des XIXe et XXe siècles comme une baie de télégraphiste, une enseigne d’identification du lieu et un sémaphore. Le gouvernement canadien note les formes architecturales suivantes : « le bas des murs en moellons réguliers et en pierre taillée qui font contraste avec la brique lisse du haut des murs, les détails métalliques du toit, les portes à panneaux en bois, les fenêtres et les consoles en bois, le bois des moulures et d'éléments particuliers tels que la baie de télégraphiste, les bordures de toit, les soffites et les panneaux décoratifs. ».
Le bâtiment fut réaffecté en 2014 comme bureau temporaire du service de Taxation-Évaluation de la ville.